# Bernhard Paul Mehnert
Bernhard Paul Mehnert (* 5. Juli 1892 in Chemnitz; † 12. März 1964 in Karl-Marx-Stadt) war ein deutscher Maler.

## Leben und Werk
Mehnert besuchte bis 1906 die Grundschule in Chemnitz und absolvierte danach eine Lehre zum Theatermaler. Er unternahm Studienreisen in die Schweiz und nach Italien und studierte 1919/1920 kurzzeitig Grafik an der Kunstgewerbeakademie Dresden. Er blieb danach weitgehend Autodidakt. Von 1920 bis 1923 arbeitete er als Bühnenbildner in Altenburg/Thüringen. 1924 ging er wieder nach Chemnitz, arbeitete als freischaffender Künstler und wurde Mitglied der Künstlergruppe Chemnitz. 1945 wurde sein Atelier im Haus Roßmarkt 2 durch Bomben zerstört.
Mehnert war Mitglied im Reichsverbands Bildender Künstler Deutschlands, in der Zeit des Nationalsozialismus der Reichskammer der bildenden Künste und in der DDR im Verband Bildender Künstler. Neben seiner künstlerischen Tätigkeit war er in der DDR Leiter eines Mal- und Zeichenzirkels im Reichsbahnausbesserungswerk Karl-Marx-Stadt. Werke Mehnerts befinden sich u. a. in den Kunstsammlungen Chemnitz – Museum am Theaterplatz.

## Werke (Auswahl)

### Tafelbilder
- Dahlienstrauß (Öl)[2]
- Erzgebirgslandschaft (Öl)[3]
- Der Maler/Selbstbildnis (Öl; ausgestellt 1949 auf der 2. Deutschen Kunstausstellung)[4]
- Fahrender Zug (Öl, 1950)[5][6]
- Alte Kastanien an der Chemnitz (Öl, 1952)[7][6]

### Druckgrafik
- o. T. /Häuser und Kirche (Linolschnitt, 27 × 40,5 cm)[8]
- Aus Venedig (Holzschnitt, 1947)[9]

## Beteiligung an Ausstellungen (mutmaßlich unvollständig)
- 1932: Chemnitz, König-Albert-Museum (Künstlergruppe Chemnitz)
- 1934: Dresden, Sächsische Kunstausstellung
- 1934: Dresden, Brühlsche Terrasse („Sächsische Aquarell-Ausstellung“)
- 1935: Chemnitz, König-Albert-Museum („Ausstellung aus Privatbesitz“; Ausstellung der Kunsthütte)
- 1937: Chemnitz, König-Albert-Museum (Kunstausstellung des Hilfswerks für die deutsche bildende Kunst in der NS-Volkswohlfahrt mit Sonderausstellung „Erzgebirgische Landschaft“)
- 1946: Dresden, Allgemeine Deutsche Kunstausstellung
- 1946/1947 Leipzig, „Mitteldeutsche Kunst“[10]
- 1947: Freiberg, 2. Ausstellung Erzgebirgischer Künstler[11]
- 1948: Freiberg, 3. Ausstellung Erzgebirgischer Künstler[12]
- 1949 und 1958/1959: Dresden, 2. und Vierte Deutsche Kunstausstellung
- postum: 1984/1985 Karl-Marx-Stadt, Städtisches Museum am Theaterplatz („Retrospektive 1945 – 1984. Bildende Kunst im Bezirk Karl-Marx-Stadt“)